# L'italiano
L'italiano is een single van Toto Cutugno uit 1983. Hetzelfde jaar coverde de Nederlandse band Canyon het nummer met een Nederlandse tekst als Als ik maar bij jou ben.

## L'italiano
Het is afkomstig van zijn album met dezelfde titel. Het lied was voor het eerst te beluisteren tijdens de 33e versie van het Festival van San Remo. Het lied won echter niet. Het lied haalde daar “slechts” een vijfde plaats, maar werd redelijk bekend in Europa. Dat in tegenstelling tot het lied van de winnaar Tiziana Rivale met haar Sarà quel che sarà. Cutugno had het festival in 1980 overigens wel gewonnen met Solo noi.
Het lied dateert echter al van twee jaar eerder toen Cutugno het had geschreven voor Adriano Celentano, die het toen niet wilde opnemen. Geruchten dat het lied geschreven was in de nasleep van het Wereldkampioenschap voetbal 1982, dat Italië won, werden door Cutugno ontkend. In 2006 kende het lied een kleine opleving toen Italië wederom wereldkampioen voetbal werd. In 2010 had Celentano echter wel een hit in Italië met dit nummer (vijf weken notering leidde tot plaats 10) .

### Hitnotering
In Zwitserland haalde het de eerste plaats in de hitparade. In Nederland werd het nummer geen succes, maar het ging in België grif over de toonbank.

#### BelgischeBRT Top 30
| Positie: | 19 | 13 | 12 | - | 25 | 22 | 30 | uit |

#### VlaamseUltratop 30
| Positie: | 17 | 13 | 11 | 20 | 20 | 23 | 37 | uit |

#### NPO Radio 2 Top 2000
L'Italiano stond alleen in 1999 in de NPO Radio 2 Top 2000, op plek 1992.

## Als ik maar bij jou ben
Als ik maar bij jou ben is een nummer van de band Canyon op dezelfde melodie, maar voorzien van een Nederlandstalige tekst. Het verscheen in hetzelfde jaar, 1983, op een single, en later dat jaar op hun elpee Een beetje alleen. Op de B-kant van de single staat het lied Het is nu tijd.

### Hitnotering
Deze was de enige single van Canyon die in de Top 40 terechtkwam. In de Nationale Hitparade stond Praat me niet van liefde nog één week op de 46e plaats. De single scoorde met plaats nummer 23 goed in de Volendammer Top 1000, een one time-publiekslijst uit 2013 die tot stand kwam uit een samenwerking van 17 Noord-Hollandse radio- en televisiestations.

#### Nederlandse Top 40
| Positie: | 35 | 28 | 24 | 25 | 38 | uit |

#### NederlandseNationale Hitparade
| Hitnotering: 14-05-1983 t/m 05-08-1983 | Hitnotering: 14-05-1983 t/m 05-08-1983 | Hitnotering: 14-05-1983 t/m 05-08-1983 | Hitnotering: 14-05-1983 t/m 05-08-1983 | Hitnotering: 14-05-1983 t/m 05-08-1983 | Hitnotering: 14-05-1983 t/m 05-08-1983 | Hitnotering: 14-05-1983 t/m 05-08-1983 | Hitnotering: 14-05-1983 t/m 05-08-1983 | Hitnotering: 14-05-1983 t/m 05-08-1983 | Hitnotering: 14-05-1983 t/m 05-08-1983 | Hitnotering: 14-05-1983 t/m 05-08-1983 | Hitnotering: 14-05-1983 t/m 05-08-1983 | Hitnotering: 14-05-1983 t/m 05-08-1983 | Hitnotering: 14-05-1983 t/m 05-08-1983 |
| Week:                                  | 1                                      | 2                                      | 3                                      | 4                                      | 5                                      | 6                                      | 7                                      | 8                                      | 9                                      | 10                                     | 11                                     | 12                                     |                                        |
| -------------------------------------- | -------------------------------------- | -------------------------------------- | -------------------------------------- | -------------------------------------- | -------------------------------------- | -------------------------------------- | -------------------------------------- | -------------------------------------- | -------------------------------------- | -------------------------------------- | -------------------------------------- | -------------------------------------- | -------------------------------------- |
| Positie:                               | 41                                     | 34                                     | 33                                     | 31                                     | 37                                     | 35                                     | 36                                     | 31                                     | 23                                     | 33                                     | 33                                     | 37                                     | uit                                    |